# Alice McKenzie
Alice McKenzie (1849 - 17 de julio de 1889) fue una prostituta que fue asesinada en Londres en 1889, en circunstancias similares a los asesinatos atribuidos a Jack el Destripador el año anterior. Era conocida por el seudónimo de Pipa de arcilla o Alice Pipa de arcilla (Clay Pipe Alice), dado que solía portar una pipa de dicho material asida a su cuello mediante un collar. El objeto fue localizado bajo su cuerpo sin vida, lo que ayudó a que la identificaran.

## Biografía
La fecha de nacimiento de esta víctima resulta incierta, aunque en general se estima que data del año 1849, por lo cual contaría con 40 años al momento de producirse su deceso. Se crio en la zona de Peterborough, y antes de 1874 pasó a residir en el East End londinense. Desde el año 1883 se unió en concubinato con John McCormack, un artista callejero que recibía una pensión por invalidez de la guerra de Crimea. La pareja convivió ocupando distintas pensiones durante casi seis años.

Alice resultó victimada el 17 de julio de 1889. El Dr. Thomas Bond–uno de los facultativos que examinaron su cadáver- opinó que su matador era el tan buscado asesino serial de ese momento. Del hecho de que desde el principio las autoridades temieron que este homicidio pudiese haber sido obra del criminal de Whitechapel, da cuenta la circunstancia de que dicho forense fue llamado para colaborar en este examen, precisamente a causa de que había tomado parte en la autopsia de Mary Jane Kelly.
El médico percibió ciertas coincidencias entre las muertes inequívocamente inferidas por el monstruo de Londres, y la forma en que Alice McKenzie fue ultimada.
No obstante, prevaleció la posición de los doctores George Bagster Phillips, Frederick Gordon Brown, y otros galenos, quienes desestimaron cualquier posibilidad de que el fallecimiento de esta mujer constituyese facturación del ya por entonces famoso psicópata.
La autopsia básicamente la practicó el cirujano George Bagster Phillips, y en la misma se constató que la causa de la muerte estuvo determinada por la ruptura de la arteria carótida izquierda, ocasionada por dos puñaladas asestadas en el lado izquierdo del cuello. A su vez, estaban presentes algunos hematomas en el pecho y cinco golpes o marcas en el sector izquierdo del abdomen. El corte decisivo se infirió de izquierda a derecha en el cuello mientras la agredida se hallaba caída en el suelo. El cadáver también exhibía una larga, pero no profunda, herida que discurría desde la zona inferior del seno izquierdo hasta el ombligo, y se veían siete u ocho tajos superficiales que comenzaban desde el ombligo y terminaban en el área genital, así como una pequeña incisión a través del monte de Venus.
El médico actuante reconoció que el matador demostró poseer habilidad quirúrgica. Sin embargo, al declarar en la subsiguiente encuesta judicial, opinó que las heridas en este caso no concordaban con las mutilaciones sufridas por las víctimas del Destripador. En su informe clínico este profesional resaltó que las laceraciones padecidas por Alice McKenzie fueron en su mayoría efectuadas en forma superficial, la más profunda de las cuales ni siquiera abrió la cavidad abdominal ni la estructura muscular. Las heridas también sugerían que el asesino era zurdo (y en ese entonces se daba por descontado que Jack el Destripador era diestro).
George Bagster Phillips propuso que las cinco marcas en el lado izquierdo del cuello de la occisa representaban la huella dejada por la mano derecha del homicida, quien empuñó el cuchillo con su mano izquierda para infligir las lesiones.
En cuanto a las pesquisas emprendidas por motivo de este crimen, las investigaciones se encargaron a Edmund Reid, inspector de Scotland Yard, que ya había intervenido en los anteriores homicidios perpetrados por Jack the Ripper en el anterior año de 1888.